# Giai đoạn vòng loại và play-off UEFA Champions League 2018–19
Giai đoạn vòng loại và play-off UEFA Champions League 2018–19 được bắt đầu vào ngày 26 tháng 6 và kết thúc vào ngày 29 tháng 8 năm 2018. Tổng cộng có 53 đội cạnh tranh để xác định 6 trong 32 suất dự vòng bảng của UEFA Champions League 2018–19.
Tất cả thời gian đều theo múi giờ CEST (UTC+2), được liệt kê bởi UEFA (giờ địa phương, nếu khác nhau thì được hiển thị trong dấu ngoặc).

## Các đội tham dự

### Nhóm các đội vô địch giải quốc nội
Nhóm các đội vô địch giải quốc nội bao gồm tất cả các đội vô địch các giải vô địch quốc gia mà không được vào thẳng vòng bảng, và bao gồm các vòng đấu sau:
- Vòng sơ loại (4 đội) (gồm các trận bán kết 1 lượt và trận chung kết): 4 đội tham dự vòng đấu này.
- Vòng loại thứ nhất (32 đội): 31 đội tham dự vòng đấu này, và đội chiến thắng ở vòng sơ loại.
- Vòng loại thứ hai (20 đội): 4 đội tham dự vòng đấu này, và 16 đội chiến thắng ở vòng loại thứ nhất.
- Vòng loại thứ ba (12 đội): 2 đội tham dự vòng đấu này, và 10 đội chiến thắng ở vòng loại thứ hai.
- Vòng play-off (8 đội): 2 đội tham dự vòng đấu này, và 6 đội chiến thắng ở vòng loại thứ ba.

4 đội thuộc Nhóm các đội vô địch giải quốc nội chiến thắng ở vòng play-off đi tiếp vào vòng bảng để tham dự cùng với 26 đội vào thẳng vòng bảng, và 2 đội thuộc Nhóm các đội không vô địch giải quốc nội chiến thắng ở vòng play-off.
Các đội bị loại ở Nhóm các đội vô địch giải quốc nội tham dự Europa League:
- 3 đội thua ở vòng sơ loại và 16 đội thua ở vòng loại thứ nhất tham dự vòng loại thứ hai Nhóm các đội vô địch giải quốc nội.
- 10 đội thua ở vòng loại thứ hai tham dự vòng loại thứ ba Nhóm các đội vô địch giải quốc nội.
- 6 đội thua ở vòng loại thứ ba tham dự vòng play-off Nhóm các đội vô địch giải quốc nội.
- 4 đội thua ở vòng play-off tham dự vòng bảng.

Dưới đây là các đội tham dự (với hệ số câu lạc bộ UEFA 2018), được xếp nhóm theo vòng đấu họ lọt vào.
| Chú thích màu sắc                                                                   |
| ----------------------------------------------------------------------------------- |
| Đội thắng vòng play-off đi tiếp vào vòng bảng                                       |
| Đội thua vòng play-off tham dự vòng bảng Europa League                              |
| Đội thua vòng loại thứ ba tham dự vòng play-off Europa League                       |
| Đội thua vòng loại thứ hai tham dự vòng loại thứ ba Europa League                   |
| Đội thua vòng sơ loại và vòng loại thứ nhất tham dự vòng loại thứ hai Europa League |

| Đội           | Hệ số  |
| ------------- | ------ |
| PSV Eindhoven | 36.000 |
| Young Boys    | 20.500 |

| Đội               | Hệ số  |
| ----------------- | ------ |
| Red Bull Salzburg | 55.500 |
| AEK Athens        | 10.000 |

| Đội           | Hệ số  |
| ------------- | ------ |
| BATE Borisov  | 20.500 |
| Dinamo Zagreb | 17.500 |
| Midtjylland   | 11.500 |
| CFR Cluj      | 4.090  |

| Đội                | Hệ số  |
| ------------------ | ------ |
| Ludogorets Razgrad | 37.000 |
| Celtic             | 31.000 |
| APOEL              | 27.000 |
| Legia Warsaw       | 24.500 |
| Astana             | 21.750 |
| Qarabağ            | 20.500 |
| Sheriff Tiraspol   | 14.750 |
| Malmö FF           | 14.000 |
| Red Star Belgrade  | 10.750 |
| Hapoel Be'er Sheva | 10.000 |
| Rosenborg          | 9.000  |
| HJK                | 8.000  |
| The New Saints     | 5.000  |
| MOL Vidi           | 4.250  |
| Kukësi             | 4.250  |
| Zrinjski Mostar    | 3.750  |
| Shkëndija          | 3.500  |
| F91 Dudelange      | 3.500  |
| Spartak Trnava     | 3.500  |
| Valletta           | 3.250  |
| Víkingur Gøta      | 3.000  |
| Crusaders          | 3.000  |
| Olimpija Ljubljana | 2.900  |
| Alashkert          | 2.500  |
| Sutjeska Nikšić    | 2.500  |
| Sūduva Marijampolė | 2.000  |
| Spartaks Jūrmala   | 1.750  |
| Cork City[Note 1]  | 1.750  |
| Valur              | 1.650  |
| Flora Tallinn      | 1.250  |
| Torpedo Kutaisi    | 1.000  |

| Đội              | Hệ số |
| ---------------- | ----- |
| FC Santa Coloma  | 2.750 |
| Lincoln Red Imps | 2.750 |
| La Fiorita       | 1.750 |
| Drita            | 0.000 |

Ghi chú
1. ^ 1 Cork City được ngẫu nhiên bốc thăm để nhận suất vào thẳng vòng loại thứ ba UEFA Europa League 2018–19.[4]

### Nhóm các đội không vô địch giải quốc nội
Nhóm các đội không vô địch giải quốc nội bao gồm tất cả các đội không vô địch các giải vô địch quốc gia mà không được vào thẳng vòng bảng, và bao gồm các vòng đấu sau:
- Vòng loại thứ hai (4 đội): 4 đội tham dự vòng đấu này.
- Vòng loại thứ ba (8 đội): 6 đội tham dự vòng đấu này, và 2 đội chiến thắng vòng loại thứ hai.
- Vòng play-off (4 đội): 4 đội chiến thắng vòng loại thứ ba.

2 đội thuộc Nhóm các đội không vô địch giải quốc nội chiến thắng ở vòng play-off đi tiếp vào vòng bảng để tham dự cùng với 26 đội vào thẳng vòng bảng, và 4 đội thuộc Nhóm các đội vô địch giải quốc nội chiến thắng ở vòng play-off.
Các đội bị loại ở Nhóm các đội không vô địch giải quốc nội tham dự Europa League:
- 2 đội thua ở vòng loại thứ hai tham dự vòng loại thứ ba Nhóm chính.
- 4 đội thua ở vòng loại thứ ba và 2 đội thua ở vòng play-off tham dự vòng bảng.

Dưới đây là các đội tham dự (với hệ số câu lạc bộ UEFA 2018), được xếp nhóm theo vòng đấu họ lọt vào.
| Chú thích màu sắc                                                          |
| -------------------------------------------------------------------------- |
| Đội thắng vòng play-off đi tiếp vào vòng bảng                              |
| Đội thua vòng play-off và vòng loại thứ ba tham dự vòng bảng Europa League |
| Đội thua vòng loại thứ hai tham dự vòng loại thứ ba Europa League          |

| Đội            | Hệ số  |
| -------------- | ------ |
| Benfica        | 80.000 |
| Dynamo Kyiv    | 62.000 |
| Fenerbahçe     | 23.500 |
| Spartak Moscow | 13.500 |
| Standard Liège | 12.500 |
| Slavia Prague  | 7.500  |

| Đội        | Hệ số  |
| ---------- | ------ |
| Basel      | 71.000 |
| Ajax       | 53.500 |
| PAOK       | 29.500 |
| Sturm Graz | 6.570  |

## Thể thức
Mỗi cặp đấu, ngoại trừ vòng sơ loại, được chơi theo thể thức hai lượt, với mỗi đội chơi 1 lượt trên sân nhà. Đội nào có tổng tỉ số cao hơn sau 2 lượt giành quyền vào vòng tiếp theo. Nếu tổng tỉ số sau 2 lượt bằng nhau, luật bàn thắng sân khách được áp dụng, nghĩa là đội ghi nhiều bàn thắng trên sân khách hơn đi tiếp. Nếu số bàn thắng trên sân khách bằng nhau, thì hiệp phụ được diễn ra. Luật bàn thắng sân khách tiếp tục được áp dụng đến khi 2 hiệp phụ kết thúc, nghĩa là nếu có bàn thắng được ghi trong 2 hiệp phụ và tổng tỉ số vẫn hoà, thì đội đá sân khách được đi tiếp nhờ có số bàn thắng sân khách nhiều hơn. Nếu không có bàn thắng nào được ghi sau 2 hiệp phụ, thì trận đấu sẽ được định đoạt bằng loạt sút luân lưu. Tại vòng sơ loại, vòng đấu mà các trận bán kết một lượt và trận chung kết được tổ chức bởi một trong các đội bóng tham dự vòng đấu này, nếu tỉ số hoà sau 90 phút chính thức, 2 đội bước vào hiệp phụ, theo sau đó là loạt sút luân lưu nếu tỉ số vẫn hoà.
Tại lễ bốc thăm mỗi vòng, các đội được xếp hạt giống dựa trên hệ số câu lạc bộ UEFA của họ ở đầu mùa giải, với số đội được xếp vào nhóm hạt giống và nhóm không hạt giống được chia bằng nhau. Đội được xếp hạt giống đối đầu với đội không được xếp hạt giống, với thứ tự lượt thi đấu (hoặc đội "chủ nhà" vì lí do hành chính) ở mỗi cặp đấu được xác định bởi lễ bốc thăm. Bởi vì danh tính của đội thắng ở vòng trước không được biết tại thời điểm bốc thăm, việc phân nhóm hạt giống được tiến hành với giả định rằng đội có hệ số cao hơn thuộc cặp đấu chưa xác định đi tiếp vào vòng này, nghĩa là nếu đội có hệ số thấp hơn đi tiếp, họ chỉ lấy vị trí hạt giống của đội mà họ đánh bại. Trước lễ bốc thăm, UEFA có thể hình thành "các nhóm" đúng như những nguyên tắc được tạo ra bởi Uỷ ban giải đấu câu lạc bộ, nhưng họ muốn sự thuận lợi của lễ bốc thăm và không giống bất cứ nhóm nào khi thi đấu. Các đội từ các hiệp hội có mâu thuẫn chính trị theo quyết định của UEFA có thể không xếp cặp thi đấu với nhau.

## Lịch thi đấu và bốc thăm
Lịch thi đấu và bốc thăm của Nhóm các đội vô địch giải quốc nội như sau (tất cả lễ bốc thăm đều được diễn ra tại trụ sở UEFA tại Nyon, Thụy Sĩ).
| Vòng               | Ngày bốc thăm       | Lượt đi                       | Lượt về                         |
| ------------------ | ------------------- | ----------------------------- | ------------------------------- |
| Vòng sơ loại       | 12 tháng 6 năm 2018 | 26 tháng 6 năm 2018 (bán kết) | 29 tháng 6 năm 2018 (chung kết) |
| Vòng loại thứ nhất | 19 tháng 6 năm 2018 | 10–11 tháng 7 năm 2018        | 17–18 tháng 7 năm 2018          |
| Vòng loại thứ hai  | 19 tháng 6 năm 2018 | 24–25 tháng 7 năm 2018        | 31 tháng 7 – 1 tháng 8 năm 2018 |
| Vòng loại thứ ba   | 23 tháng 7 năm 2018 | 7–8 tháng 8 năm 2018          | 14 tháng 8 năm 2018             |
| Vòng play-off      | 6 tháng 8 năm 2018  | 21–22 tháng 8 năm 2018        | 28–29 tháng 8 năm 2018          |

## Vòng sơ loại
Lễ bốc thăm vòng sơ loại được tổ chức vào ngày 12 tháng 6 năm 2018, lúc 12:00 CEST, để xác định các cặp đấu ở bán kết và đội "nhà" cho các trận bán kết và chung kết.

### Xếp hạt giống
Tổng cộng có 4 đội tham dự vòng sơ loại. 2 đội được xếp vào nhóm hạt giống và 2 đội được xếp vào nhóm không hạt giống cho các trận bán kết và chung kết.
| Nhóm hạt giống                       | Nhóm không hạt giống |
| ------------------------------------ | -------------------- |
| - FC Santa Coloma - Lincoln Red Imps | - La Fiorita - Drita |

### Sơ đồ nhánh đấu
|  | Bán kết                | Bán kết        |                        |   | Chung kết | Chung kết |
|  |                        |                |                        |   |           |           |
|  | 26 tháng 6 – Gibraltar |                |                        |   |           |           |
|  |                        |                |                        |   |           |           |
|  | La Fiorita             | 0              |                        |   |           |           |
|  | La Fiorita             | 0              | 29 tháng 6 – Gibraltar |   |           |           |
|  | Lincoln Red Imps       | 2              |                        |   |           |           |
|  | Lincoln Red Imps       | 2              | Lincoln Red Imps       | 1 |           |           |
|  | 26 tháng 6 – Gibraltar |                | Lincoln Red Imps       | 1 |           |           |
|  |                        | Drita (s.h.p.) | 4                      |   |           |           |
|  | FC Santa Coloma        | Drita (s.h.p.) | 4                      | 0 |           |           |
|  | FC Santa Coloma        |                |                        | 0 |           |           |
|  | Drita                  | 2 (s.h.p.)     |                        |   |           |           |
|  | Drita                  | 2 (s.h.p.)     |                        |   |           |           |

### Tóm tắt
Các trận bán kết được diễn ra vào ngày 26 tháng 6, và trận chung kết được diễn ra vào ngày 29 tháng 6 năm 2018, tất cả các trận đấu đều được diễn ra tại Sân vận động Victoria ở Gibraltar.

| Đội 1            | Tỉ số        | Đội 2            |
| Bán kết          | Bán kết      | Bán kết          |
| ---------------- | ------------ | ---------------- |
| FC Santa Coloma  | 0–2 (s.h.p.) | Drita            |
| La Fiorita       | 0–2          | Lincoln Red Imps |
| Chung kết        |              |                  |
| Lincoln Red Imps | 1–4 (s.h.p.) | Drita            |

### Bán kết
| FC Santa Coloma | 0-2 (s.h.p.) | Drita                                 |
| --------------- | ------------ | ------------------------------------- |
|                 | Chi tiết     | Shabani 99' · Gërbeshi 105+3' (ph.đ.) |

| La Fiorita | 0-2      | Lincoln Red Imps            |
| ---------- | -------- | --------------------------- |
|            | Chi tiết | - Hernandez 2' - Moreno 51' |

### Chung kết
| Lincoln Red Imps | 1-4 (s.h.p.) | Drita                                                               |
| ---------------- | ------------ | ------------------------------------------------------------------- |
| P. Corral 61'    | Chi tiết     | - L. Leci 2', 105+3' (ph.đ.) - Xh. Shabani 120' - H. Neziraj 120+4' |

## Vòng loại thứ nhất
Lễ bốc thăm vòng loại thứ nhất được tổ chức vào ngày 19 tháng 6 năm 2018, lúc 12:00 CEST.

### Xếp hạt giống
Tổng cộng có 32 đội tham dự vòng loại thứ nhất: 31 đội tham dự vòng đấu này, và đội chiến thắng ở vòng sơ loại. Các đội được chia làm ba nhóm: hai nhóm gồm 10 đội mỗi nhóm, trong đó 5 đội được xếp vào nhóm hạt giống và 5 đội được xếp vào nhóm không hạt giống, và một nhóm 12 đội, trong đó 6 đội được xếp vào nhóm hạt giống và 6 đội được xếp vào nhóm không hạt giống.
| Nhóm 1                                                           | Nhóm 1                                                                                  | Nhóm 2                                                           | Nhóm 2                                                     | Nhóm 3                                                                                | Nhóm 3                                                                                       |
| Nhóm hạt giống                                                   | Nhóm không hạt giống                                                                    | Nhóm hạt giống                                                   | Nhóm không hạt giống                                       | Nhóm hạt giống                                                                        | Nhóm không hạt giống                                                                         |
| ---------------------------------------------------------------- | --------------------------------------------------------------------------------------- | ---------------------------------------------------------------- | ---------------------------------------------------------- | ------------------------------------------------------------------------------------- | -------------------------------------------------------------------------------------------- |
| - APOEL - Qarabağ - Sheriff Tiraspol - The New Saints - Videoton | - Shkëndija - F91 Dudelange - Olimpija Ljubljana - Sūduva Marijampolė - Torpedo Kutaisi | - Ludogorets Razgrad - Legia Warsaw - Malmö FF - Rosenborg - HJK | - Víkingur Gøta - Crusaders - Drita[†] - Cork City - Valur | - Celtic - Astana - Red Star Belgrade - Hapoel Be'er Sheva - Kukësi - Zrinjski Mostar | - Spartak Trnava - Valletta - Alashkert - Sutjeska Nikšić - Spartaks Jūrmala - Flora Tallinn |

Ghi chú
1. † Đội thắng vòng sơ loại. Đội bóng được thể hiện bằng chữ in nghiêng đánh bại đội bóng có hệ số cao hơn, qua đó chiếm lấy hệ số của đối thủ trong lễ bốc thăm.

### Tóm tắt
Lượt đi được diễn ra vào ngày 10 và 11 tháng 7, và lượt về được diễn ra vào ngày 17 và 18 tháng 7 năm 2018.

| Đội 1              | TTS     | Đội 2              | Lượt đi | Lượt về |
| ------------------ | ------- | ------------------ | ------- | ------- |
| Torpedo Kutaisi    | 2–4     | Sheriff Tiraspol   | 2–1     | 0–3     |
| Shkëndija          | 5–4     | The New Saints     | 5–0     | 0–4     |
| Sūduva Marijampolė | 3–2     | APOEL              | 3–1     | 0–1     |
| Olimpija Ljubljana | 0–1     | Qarabağ            | 0–1     | 0–0     |
| F91 Dudelange      | 2–3     | Vidi               | 1–1     | 1–2     |
| Drita              | 0–5     | Malmö FF           | 0–3     | 0–2     |
| Víkingur Gøta      | 2–5[A]  | HJK                | 1–2     | 1–3     |
| Ludogorets Razgrad | 9–0     | Crusaders          | 7–0     | 2–0     |
| Cork City          | 0–4     | Legia Warsaw       | 0–1     | 0–3     |
| Valur              | 2–3     | Rosenborg          | 1–0     | 1–3     |
| Kukësi             | 1–1 (a) | Valletta           | 0–0     | 1–1     |
| Flora Tallinn      | 2–7     | Hapoel Be'er Sheva | 1–4     | 1–3     |
| Spartaks Jūrmala   | 0–2     | Red Star Belgrade  | 0–0     | 0–2     |
| Alashkert          | 0–6     | Celtic             | 0–3     | 0–3     |
| Spartak Trnava     | 2–1     | Zrinjski Mostar    | 1–0     | 1–1     |
| Astana             | 3–0     | Sutjeska Nikšić    | 1–0     | 2–0     |

Ghi chú
1. ^ Thứ tự thi đấu được đảo ngược sau lễ bốc thăm chính thức.

### Các trận đấu
| Torpedo Kutaisi                         | 2-1      | Sheriff Tiraspol |
| --------------------------------------- | -------- | ---------------- |
| - Kimadze 24' - Kukhianidze 64' (ph.đ.) | Chi tiết | Badibanga 14'    |

| Sheriff Tiraspol                    | 3-0      | Torpedo Kutaisi |
| ----------------------------------- | -------- | --------------- |
| - Badibanga 9' - Jô Santos 40', 55' | Chi tiết |                 |

Sheriff Tiraspol thắng với tổng tỉ số 4-2.
| Shkëndija                                | 5-0      | The New Saints |
| ---------------------------------------- | -------- | -------------- |
| - Emini 16' - Ibraimi 38', 53', 60', 66' | Chi tiết |                |

| The New Saints                                       | 4-0      | Shkëndija |
| ---------------------------------------------------- | -------- | --------- |
| - Ebbe 15' - Redmond 30' - Cabango 35' - Byrne 90+6' | Chi tiết |           |

Shkëndija thắng với tổng tỉ số 5-4.
| Sūduva Marijampolė   | 3-1      | APOEL         |
| -------------------- | -------- | ------------- |
| Cicilia 9', 13', 19' | Chi tiết | Martins 90+4' |

| APOEL    | 1-0      | Sūduva Marijampolė |
| -------- | -------- | ------------------ |
| Poté 20' | Chi tiết |                    |

Sūduva Marijampolė thắng với tổng tỉ số 3-2.
| Olimpija Ljubljana | 0-1      | Qarabağ      |
| ------------------ | -------- | ------------ |
|                    | Chi tiết | Guerrier 79' |

| Qarabağ | 0-0      | Olimpija Ljubljana |
| ------- | -------- | ------------------ |
|         | Chi tiết |                    |

Qarabağ thắng với tổng tỉ số 1-0.
| F91 Dudelange | 1-1      | MOL Vidi   |
| ------------- | -------- | ---------- |
| Mélisse 58'   | Chi tiết | Huszti 42' |

| MOL Vidi                     | 2-1      | F91 Dudelange |
| ---------------------------- | -------- | ------------- |
| - Lazović 18' - Šćepović 58' | Chi tiết | Clément 54'   |

MOL Vidi thắng với tổng tỉ số 3-2.
| Drita | 0-3      | Malmö FF                                          |
| ----- | -------- | ------------------------------------------------- |
|       | Chi tiết | - Strandberg 13' - Traustason 39' - Rosenberg 82' |

| Malmö FF                       | 2-0      | Drita |
| ------------------------------ | -------- | ----- |
| - Strandberg 55' - Larsson 60' | Chi tiết |       |

Malmö FF thắng với tổng tỉ số 5-0.
| Víkingur Gøta    | 1-2      | HJK                                   |
| ---------------- | -------- | ------------------------------------- |
| G. Vatnhamar 51' | Chi tiết | - Dahlström 9' - Gregersen 29' (l.n.) |

| HJK                                       | 3-1      | Víkingur Gøta    |
| ----------------------------------------- | -------- | ---------------- |
| - De Mello 1' - Mensah 10' - Yaghoubi 19' | Chi tiết | G. Vatnhamar 21' |

HJK thắng với tổng tỉ số 5-2.
| Ludogorets Razgrad                                                              | 7-0      | Crusaders |
| ------------------------------------------------------------------------------- | -------- | --------- |
| - Marcelinho 25', 66' - Brown 40' (l.n.) - Keșerü 53' - Świerczok 73', 78', 80' | Chi tiết |           |

| Crusaders | 0-2      | Ludogorets Razgrad                 |
| --------- | -------- | ---------------------------------- |
|           | Chi tiết | - Brown 11' (l.n.) - Świerczok 65' |

Ludogorets Razgrad thắng với tổng tỉ số 9-0.
| Cork City | 0-1      | Legia Warsaw   |
| --------- | -------- | -------------- |
|           | Chi tiết | Kucharczyk 79' |

| Legia Warsaw                                     | 3-0      | Cork City |
| ------------------------------------------------ | -------- | --------- |
| - Kanté 27' - Radović 73' (ph.đ.) - Carlitos 89' | Chi tiết |           |

Legia Warsaw thắng với tổng tỉ số 4-0.
| Valur              | 1-0      | Rosenborg |
| ------------------ | -------- | --------- |
| Sigurbjörnsson 84' | Chi tiết |           |

| Rosenborg                                            | 3-1      | Valur                  |
| ---------------------------------------------------- | -------- | ---------------------- |
| - Bendtner 55' (ph.đ.), 90+4' (ph.đ.) - Trondsen 72' | Chi tiết | Sigurðsson 85' (ph.đ.) |

Rosenborg thắng với tổng tỉ số 3-2.
| Kukësi | 0-0      | Valletta |
| ------ | -------- | -------- |
|        | Chi tiết |          |

| Valletta     | 1-1      | Kukësi     |
| ------------ | -------- | ---------- |
| Santiago 67' | Chi tiết | Dzaria 84' |

Tổng tỉ số 1-1. Kukësi thắng nhờ luật bàn thắng sân khách.
| Flora Tallinn        | 1-4      | Hapoel Be'er Sheva                                      |
| -------------------- | -------- | ------------------------------------------------------- |
| Sappinen 73' (ph.đ.) | Chi tiết | - Sahar 18' - Tzedek 36' (ph.đ.) - Maman 53' - Ezra 85' |

| Hapoel Be'er Sheva                    | 3-1      | Flora Tallinn |
| ------------------------------------- | -------- | ------------- |
| - Ezra 15' - Maman 27' - Melikson 48' | Chi tiết | Alliku 86'    |

Hapoel Be'er Sheva thắng với tổng tỉ số 7-2.
| Spartaks Jūrmala | 0-0      | Red Star Belgrade |
| ---------------- | -------- | ----------------- |
|                  | Chi tiết |                   |

| Red Star Belgrade                  | 2-0      | Spartaks Jūrmala |
| ---------------------------------- | -------- | ---------------- |
| - Ben Nabouhane 78' - Krstičić 81' | Chi tiết |                  |

Red Star Belgrade thắng với tổng tỉ số 2-0.
| Alashkert | 0-3      | Celtic                                       |
| --------- | -------- | -------------------------------------------- |
|           | Chi tiết | - Edouard 45+2' - Forrest 81' - McGregor 90' |

| Celtic                              | 3-0      | Alashkert |
| ----------------------------------- | -------- | --------- |
| - Dembélé 8', 19' (p) - Forrest 35' | Chi tiết |           |

Celtic thắng với tổng tỉ số 6-0.
| Spartak Trnava | 1-0      | Zrinjski Mostar |
| -------------- | -------- | --------------- |
| Jirka 79'      | Chi tiết |                 |

| Zrinjski Mostar | 1-1      | Spartak Trnava |
| --------------- | -------- | -------------- |
| Todorović 58'   | Chi tiết | Godál 21'      |

Spartak Trnava thắng với tổng tỉ số 2-1.
| Astana                    | 1-0      | Sutjeska Nikšić |
| ------------------------- | -------- | --------------- |
| R. Murtazayev 29' (ph.đ.) | Chi tiết |                 |

| Sutjeska Nikšić | 0-2      | Astana                          |
| --------------- | -------- | ------------------------------- |
|                 | Chi tiết | - Despotović 38' - Muzhikov 65' |

Astana thắng với tổng tỉ số 3-0.

## Vòng loại thứ hai
Lễ bốc thăm vòng loại thứ hai được tổ chức vào ngày 19 tháng 6 năm 2018, lúc 14:00 CEST.

### Xếp hạt giống
Tổng cộng có 24 đội tham dự vòng loại thứ hai:
- Nhóm các đội vô địch giải quốc nội: 4 đội tham dự vòng đấu này, và 16 đội chiến thắng ở vòng loại thứ nhất. Các đội được chia làm hai nhóm 10 đội, trong đó 5 đội được xếp vào nhóm hạt giống và 5 đội được xếp vào nhóm không hạt giống.
- Nhóm các đội không vô địch giải quốc nội: 4 đội tham dự vòng đấu này. 2 đội được xếp vào nhóm hạt giống và 2 đội được xếp vào nhóm không hạt giống.

| Nhóm các đội vô địch giải quốc nội                                             | Nhóm các đội vô địch giải quốc nội                                     | Nhóm các đội vô địch giải quốc nội                                                         | Nhóm các đội vô địch giải quốc nội                                                | Nhóm các đội không vô địch giải quốc nội | Nhóm các đội không vô địch giải quốc nội |
| Nhóm 1                                                                         | Nhóm 1                                                                 | Nhóm 2                                                                                     | Nhóm 2                                                                            | Nhóm các đội không vô địch giải quốc nội | Nhóm các đội không vô địch giải quốc nội |
| Nhóm hạt giống                                                                 | Nhóm không hạt giống                                                   | Nhóm hạt giống                                                                             | Nhóm không hạt giống                                                              | Nhóm hạt giống                           | Nhóm không hạt giống                     |
| ------------------------------------------------------------------------------ | ---------------------------------------------------------------------- | ------------------------------------------------------------------------------------------ | --------------------------------------------------------------------------------- | ---------------------------------------- | ---------------------------------------- |
| - Ludogorets Razgrad[†] - Astana[†] - Qarabağ[†] - Dinamo Zagreb - Malmö FF[†] | - Midtjylland - Hapoel Be'er Sheva[†] - Vidi[†] - Kukësi[†] - CFR Cluj | - Celtic[†] - Sūduva Marijampolė[†] - Legia Warsaw[†] - BATE Borisov - Sheriff Tiraspol[†] | - Red Star Belgrade[†] - Rosenborg[†] - HJK[†] - Shkëndija[†] - Spartak Trnava[†] | - Basel - Ajax                           | - PAOK - Sturm Graz                      |

Ghi chú
1. † Đội thắng vòng loại thứ nhất. Đội bóng được thể hiện bằng chữ in nghiêng đánh bại đội bóng có hệ số cao hơn, qua đó chiếm lấy hệ số của đối thủ trong lễ bốc thăm.

### Tóm tắt
Lượt đi được diễn ra vào ngày 24 và 25 tháng 7, và lượt về được diễn ra vào ngày 31 tháng 7 và ngày 1 tháng 8 năm 2018.

| Đội 1                                    | TTS                                | Đội 2                              | Lượt đi                            | Lượt về                            |
| Nhóm các đội vô địch giải quốc nội       | Nhóm các đội vô địch giải quốc nội | Nhóm các đội vô địch giải quốc nội | Nhóm các đội vô địch giải quốc nội | Nhóm các đội vô địch giải quốc nội |
| ---------------------------------------- | ---------------------------------- | ---------------------------------- | ---------------------------------- | ---------------------------------- |
| Astana                                   | 2–1                                | Midtjylland                        | 2–1                                | 0–0                                |
| Ludogorets Razgrad                       | 0–1                                | MOL Vidi                           | 0–0                                | 0–1                                |
| Kukësi                                   | 0–3                                | Qarabağ                            | 0–0                                | 0–3                                |
| CFR Cluj                                 | 1–2                                | Malmö FF                           | 0–1                                | 1–1                                |
| Dinamo Zagreb                            | 7–2                                | Hapoel Be'er Sheva                 | 5–0                                | 2–2                                |
| Red Star Belgrade                        | 5–0                                | Sūduva Marijampolė                 | 3–0                                | 2–0                                |
| BATE Borisov                             | 2–1                                | HJK                                | 0–0                                | 2–1                                |
| Shkëndija                                | 1–0                                | Sheriff Tiraspol                   | 1–0                                | 0–0                                |
| Legia Warsaw                             | 1–2                                | Spartak Trnava                     | 0–2                                | 1–0                                |
| Celtic                                   | 3–1                                | Rosenborg                          | 3–1                                | 0–0                                |
| Nhóm các đội không vô địch giải quốc nội |                                    |                                    |                                    |                                    |
| PAOK                                     | 5–1                                | Basel                              | 2–1                                | 3–0                                |
| Ajax                                     | 5–1                                | Sturm Graz                         | 2–0                                | 3–1                                |

### Nhóm các đội vô địch giải quốc nội
| Astana                  | 2-1      | Midtjylland |
| ----------------------- | -------- | ----------- |
| Kleinheisler 31', 90+4' | Chi tiết | Wikheim 51' |

| Midtjylland | 0-0      | Astana |
| ----------- | -------- | ------ |
|             | Chi tiết |        |

Astana thắng với tổng tỉ số 2-1.
| Ludogorets Razgrad | 0-0      | MOL Vidi |
| ------------------ | -------- | -------- |
|                    | Chi tiết |          |

| MOL Vidi   | 1-0      | Ludogorets Razgrad |
| ---------- | -------- | ------------------ |
| Hadžić 45' | Chi tiết |                    |

MOL Vidi thắng với tổng tỉ số 1-0.
| Kukësi | 0-0      | Qarabağ |
| ------ | -------- | ------- |
|        | Chi tiết |         |

| Qarabağ                                           | 3-0      | Kukësi |
| ------------------------------------------------- | -------- | ------ |
| - Quintana 24' (ph.đ.), 57' (ph.đ.) - Delarge 89' | Chi tiết |        |

Qarabağ thắng với tổng tỉ số 3-0.
| CFR Cluj | 0-1      | Malmö FF       |
| -------- | -------- | -------------- |
|          | Chi tiết | Strandberg 45' |

| Malmö FF       | 1-1      | CFR Cluj     |
| -------------- | -------- | ------------ |
| Traustason 55' | Chi tiết | Djoković 36' |

Malmö FF thắng với tổng tỉ số 2-1.
| Dinamo Zagreb                                            | 5-0      | Hapoel Be'er Sheva |
| -------------------------------------------------------- | -------- | ------------------ |
| - Hajrović 22' - Oršić 28' - Ademi 51', 62' - Hodžić 82' | Chi tiết |                    |

| Hapoel Be'er Sheva                | 2-2      | Dinamo Zagreb                |
| --------------------------------- | -------- | ---------------------------- |
| - Ogu 14' - Stojanović 34' (l.n.) | Chi tiết | - Budimir 49' - Hajrović 54' |

Dinamo Zagreb thắng với tổng tỉ số 7-2.
| Red Star Belgrade                  | 3-0      | Sūduva Marijampolė |
| ---------------------------------- | -------- | ------------------ |
| - Ebecilio 23' - Radonjić 35', 58' | Chi tiết |                    |

| Sūduva Marijampolė | 0-2      | Red Star Belgrade             |
| ------------------ | -------- | ----------------------------- |
|                    | Chi tiết | - Nabouhane 8' - Radonjić 38' |

Red Star Belgrade thắng với tổng tỉ số 5-0.
| BATE Borisov | 0-0      | HJK |
| ------------ | -------- | --- |
|              | Chi tiết |     |

| HJK          | 1-2      | BATE Borisov                         |
| ------------ | -------- | ------------------------------------ |
| Yaghoubi 28' | Chi tiết | - Rafinha 20' (l.n.) - Stasevich 24' |

BATE Borisov thắng với tổng tỉ số 2-1.
| Shkëndija   | 1-0      | Sheriff Tiraspol |
| ----------- | -------- | ---------------- |
| Ibraimi 24' | Chi tiết |                  |

| Sheriff Tiraspol | 0-0      | Shkëndija |
| ---------------- | -------- | --------- |
|                  | Chi tiết |           |

Shkëndija thắng với tổng tỉ số 1-0.
| Legia Warsaw | 0-2      | Spartak Trnava               |
| ------------ | -------- | ---------------------------- |
|              | Chi tiết | - Grendel 16' - Vlasko 90+3' |

| Spartak Trnava | 0-1      | Legia Warsaw |
| -------------- | -------- | ------------ |
|                | Chi tiết | Astiz 63'    |

Spartak Trnava thắng với tổng tỉ số 2-1.
| Celtic                          | 3-1      | Rosenborg  |
| ------------------------------- | -------- | ---------- |
| - Édouard 43', 75' - Ntcham 46' | Chi tiết | Meling 16' |

| Rosenborg | 0-0      | Celtic |
| --------- | -------- | ------ |
|           | Chi tiết |        |

Celtic thắng với tổng tỉ số 3-1.

### Nhóm các đội không vô địch giải quốc nội
| PAOK                       | 2-1      | Basel     |
| -------------------------- | -------- | --------- |
| - Cañas 32' - Prijović 80' | Chi tiết | Ajeti 82' |

| Basel | 0-3      | PAOK                                         |
| ----- | -------- | -------------------------------------------- |
|       | Chi tiết | - Varela 7' - Prijović 52' - El Kaddouri 60' |

PAOK thắng với tổng tỉ số 5-1.
| Ajax                      | 2-0      | Sturm Graz |
| ------------------------- | -------- | ---------- |
| - Ziyech 15' - Schöne 57' | Chi tiết |            |

| Sturm Graz       | 1-3      | Ajax                             |
| ---------------- | -------- | -------------------------------- |
| Onana 89' (l.n.) | Chi tiết | - Huntelaar 39', 77' - Tadić 48' |

Ajax thắng với tổng tỉ số 5-1.

## Vòng loại thứ ba
Lễ bốc thăm vòng loại thứ ba được tổ chức vào ngày 23 tháng 7 năm 2018, lúc 12:00 CEST.

### Xếp hạt giống
Tổng cộng có 20 đội tham dự vòng loại thứ ba:
- Nhóm các đội vô địch giải quốc nội: 2 đội tham dự vòng đấu này, và 10 đội chiến thắng ở vòng loại thứ hai thuộc Nhóm các đội vô địch giải quốc nội. 6 đội được xếp vào nhóm hạt giống và 6 đội được xếp vào nhóm không hạt giống.
- Nhóm các đội không vô địch giải quốc nội: 6 đội tham dự vòng đấu này, và 2 đội chiến thắng ở vòng loại thứ hai thuộc Nhóm các đội không vô địch giải quốc nội. 4 đội được xếp vào nhóm hạt giống và 4 đội được xếp vào nhóm không hạt giống. Các đội đến từ Ukraina và Nga không thể xếp cặp thi đấu với nhau, và nếu có cặp đấu đã được xếp hoặc đã được ấn định để xếp trong cặp đấu cuối, đội thứ hai được bốc thăm trong cặp đấu hiện tại được chuyển qua cặp đấu tiếp theo.

| Nhóm các đội vô địch giải quốc nội                                                         | Nhóm các đội vô địch giải quốc nội                                                                    | Nhóm các đội không vô địch giải quốc nội    | Nhóm các đội không vô địch giải quốc nội                       |
| Nhóm hạt giống                                                                             | Nhóm không hạt giống                                                                                  | Nhóm hạt giống                              | Nhóm không hạt giống                                           |
| ------------------------------------------------------------------------------------------ | --- | ------------------------------------------- | -------------------------------------------------------------- |
| - Red Bull Salzburg - MOL Vidi[†] - Celtic[†] - Spartak Trnava[†] - Astana[†] - Qarabağ[†] | - BATE Borisov[†] - Dinamo Zagreb[†] - Shkëndija[†] - Malmö FF[†] - Red Star Belgrade[†] - AEK Athens | - Benfica - PAOK[†] - Dynamo Kyiv - Ajax[†] | - Fenerbahçe - Spartak Moscow - Standard Liège - Slavia Prague |

Ghi chú
1. † Đội thắng vòng loại thứ hai. Đội bóng được thể hiện bằng chữ in nghiêng đánh bại đội bóng có hệ số cao hơn, qua đó chiếm lấy hệ số của đối thủ trong lễ bốc thăm.

### Tóm tắt
Lượt đi được diễn ra vào ngày 7 và 8 tháng 8, và lượt về được diễn ra vào ngày 14 tháng 8 năm 2018.

| Đội 1                                    | TTS                                | Đội 2                              | Lượt đi                            | Lượt về                            |
| Nhóm các đội vô địch giải quốc nội       | Nhóm các đội vô địch giải quốc nội | Nhóm các đội vô địch giải quốc nội | Nhóm các đội vô địch giải quốc nội | Nhóm các đội vô địch giải quốc nội |
| ---------------------------------------- | ---------------------------------- | ---------------------------------- | ---------------------------------- | ---------------------------------- |
| Celtic                                   | 2–3                                | AEK Athens                         | 1–1                                | 1–2                                |
| Red Bull Salzburg                        | 4–0                                | Shkëndija                          | 3–0                                | 1–0                                |
| Red Star Belgrade                        | 3–2                                | Spartak Trnava                     | 1–1                                | 2–1 (s.h.p.)                       |
| Qarabağ                                  | 1–2                                | BATE Borisov                       | 0–1                                | 1–1                                |
| Astana                                   | 0–3                                | Dinamo Zagreb                      | 0–2                                | 0–1                                |
| Malmö FF                                 | 1–1 (a)                            | MOL Vidi                           | 1–1                                | 0–0                                |
| Nhóm các đội không vô địch giải quốc nội |                                    |                                    |                                    |                                    |
| Standard Liège                           | 2–5                                | Ajax                               | 2–2                                | 0–3                                |
| Benfica                                  | 2–1                                | Fenerbahçe                         | 1–0                                | 1–1                                |
| Slavia Prague                            | 1–3                                | Dynamo Kyiv                        | 1–1                                | 0–2                                |
| PAOK                                     | 3–2                                | Spartak Moscow                     | 3–2                                | 0–0                                |

### Nhóm các đội vô địch giải quốc nội
| Celtic       | 1-1      | AEK Athens     |
| ------------ | -------- | -------------- |
| McGregor 17' | Chi tiết | Klonaridis 44' |

| AEK Athens             | 2-1      | Celtic       |
| ---------------------- | -------- | ------------ |
| - Galo 6' - Livaja 50' | Chi tiết | Sinclair 78' |

AEK Athens thắng với tổng tỉ số 3-2.
| Red Bull Salzburg                                    | 3-0      | Shkëndija |
| ---------------------------------------------------- | -------- | --------- |
| - Dabour 16' (ph.đ.), 45+3' - Samassékou 81' (ph.đ.) | Chi tiết |           |

| Shkëndija | 0-1      | Red Bull Salzburg |
| --------- | -------- | ----------------- |
|           | Chi tiết | Minamino 90+2'    |

Red Bull Salzburg thắng với tổng tỉ số 4-0.
| Red Star Belgrade | 1-1      | Spartak Trnava |
| ----------------- | -------- | -------------- |
| Ben 23' (ph.đ.)   | Chi tiết | Grendel 25'    |

| Spartak Trnava | 1-2 (s.h.p.) | Red Star Belgrade                 |
| -------------- | ------------ | --------------------------------- |
| Bakoš 6'       | Chi tiết     | - Ben Nabouhane 7' - Radonjić 98' |

Red Star Belgrade thắng với tổng tỉ số 3-2.
| Qarabağ | 0-1      | BATE Borisov |
| ------- | -------- | ------------ |
|         | Chi tiết | Drahun 36'   |

| BATE Borisov | 1-1      | Qarabağ    |
| ------------ | -------- | ---------- |
| Ivanić 20'   | Chi tiết | Míchel 54' |

BATE Borisov thắng với tổng tỉ số 2-1.
| Astana | 0-2      | Dinamo Zagreb            |
| ------ | -------- | ------------------------ |
|        | Chi tiết | - Budimir 39' - Olmo 84' |

| Dinamo Zagreb  | 1-0      | Astana |
| -------------- | -------- | ------ |
| Gavranović 74' | Chi tiết |        |

Dinamo Zagreb thắng với tổng tỉ số 3-0.
| Malmö FF         | 1-1      | MOL Vidi |
| ---------------- | -------- | -------- |
| Christiansen 62' | Chi tiết | Nego 71' |

| MOL Vidi | 0-0      | Malmö FF |
| -------- | -------- | -------- |
|          | Chi tiết |          |

Tổng tỉ số 1-1. MOL Vidi thắng nhờ luật bàn thắng sân khách.

### Nhóm các đội không vô địch giải quốc nội
| Standard Liège                               | 2-2      | Ajax                        |
| -------------------------------------------- | -------- | --------------------------- |
| - Carcela-González 67' - Emond 90+4' (ph.đ.) | Chi tiết | - Huntelaar 19' - Tadić 34' |

| Ajax                                      | 3-0      | Standard Liège |
| ----------------------------------------- | -------- | -------------- |
| - Huntelaar 30' - De Ligt 34' - Neres 46' | Chi tiết |                |

Ajax thắng với tổng tỉ số 5-2.
| Benfica   | 1-0      | Fenerbahçe |
| --------- | -------- | ---------- |
| Cervi 69' | Chi tiết |            |

| Fenerbahçe  | 1-1      | Benfica       |
| ----------- | -------- | ------------- |
| Potuk 45+1' | Chi tiết | Fernandes 26' |

Benfica thắng với tổng tỉ số 2-1.
| Slavia Prague          | 1-1      | Dynamo Kyiv |
| ---------------------- | -------- | ----------- |
| Hušbauer 90+5' (ph.đ.) | Chi tiết | Verbič 82'  |

| Dynamo Kyiv                 | 2-0      | Slavia Prague |
| --------------------------- | -------- | ------------- |
| - Verbič 11' - Besyedin 74' | Chi tiết |               |

Dynamo Kyiv thắng với tổng tỉ số 3-1.
| PAOK                                              | 3-2      | Spartak Moscow          |
| ------------------------------------------------- | -------- | ----------------------- |
| - Prijović 29' (ph.đ.) - Limnios 37' - Pelkas 44' | Chi tiết | - Popov 7' - Promes 17' |

| Spartak Moscow | 0-0      | PAOK |
| -------------- | -------- | ---- |
|                | Chi tiết |      |

PAOK thắng với tổng tỉ số 3-2.

## Vòng play-off
Lễ bốc thăm vòng play-off được tổ chức vào ngày 6 tháng 8 năm 2018, lúc 12:00 CEST.

### Xếp hạt giống
Tổng cộng có 12 đội tham dự vòng play-off:
- Nhóm các đội vô địch giải quốc nội: 2 đội tham dự vòng đấu này, và 6 đội chiến thắng ở vòng loại thứ ba thuộc Nhóm các đội vô địch giải quốc nội. 4 đội được xếp vào nhóm hạt giống và 4 đội được xếp vào nhóm không hạt giống.
- Nhóm các đội không vô địch giải quốc nội: 4 đội chiến thắng ở vòng loại thứ ba thuộc Nhóm các đội không vô địch giải quốc nội. 2 đội được xếp vào nhóm hạt giống và 2 đội được xếp vào nhóm không hạt giống. Để tránh cặp đấu có khả năng xảy ra, 4 đội được chia làm 2 cặp trước lễ bốc thăm.

| Nhóm các đội vô địch giải quốc nội                                        | Nhóm các đội vô địch giải quốc nội                                  | Nhóm các đội không vô địch giải quốc nội | Nhóm các đội không vô địch giải quốc nội | Nhóm các đội không vô địch giải quốc nội | Nhóm các đội không vô địch giải quốc nội |
| Nhóm các đội vô địch giải quốc nội                                        | Nhóm các đội vô địch giải quốc nội                                  | Cặp 1                                    | Cặp 1                                    | Cặp 2                                    | Cặp 2                                    |
| Nhóm hạt giống                                                            | Nhóm không hạt giống                                                | Nhóm hạt giống                           | Nhóm không hạt giống                     | Nhóm hạt giống                           | Nhóm không hạt giống                     |
| ------------------------------------------------------------------------- | ------------------------------------------------------------------- | ---------------------------------------- | ---------------------------------------- | ---------------------------------------- | ---------------------------------------- |
| - Red Bull Salzburg[†] - PSV Eindhoven - AEK Athens[†] - Dinamo Zagreb[†] | - BATE Borisov[†] - Young Boys - MOL Vidi[†] - Red Star Belgrade[†] | Benfica[†]                               | PAOK[†]                                  | Dynamo Kyiv[†]                           | Ajax[†]                                  |

Ghi chú
1. † Đội thắng vòng loại thứ ba. Đội bóng được thể hiện bằng chữ in nghiêng đánh bại đội bóng có hệ số cao hơn, qua đó chiếm lấy hệ số của đối thủ trong lễ bốc thăm.

### Tóm tắt
Lượt đi được diễn ra vào ngày 21 và 22 tháng 8, và lượt về được diễn ra vào ngày 28 và 29 tháng 8 năm 2018.

| Đội 1                                    | TTS                                | Đội 2                              | Lượt đi                            | Lượt về                            |
| Nhóm các đội vô địch giải quốc nội       | Nhóm các đội vô địch giải quốc nội | Nhóm các đội vô địch giải quốc nội | Nhóm các đội vô địch giải quốc nội | Nhóm các đội vô địch giải quốc nội |
| ---------------------------------------- | ---------------------------------- | ---------------------------------- | ---------------------------------- | ---------------------------------- |
| Red Star Belgrade                        | 2–2 (a)                            | Red Bull Salzburg                  | 0–0                                | 2–2                                |
| BATE Borisov                             | 2–6                                | PSV Eindhoven                      | 2–3                                | 0–3                                |
| Young Boys                               | 3–2                                | Dinamo Zagreb                      | 1–1                                | 2–1                                |
| MOL Vidi                                 | 2–3                                | AEK Athens                         | 1–2                                | 1–1                                |
| Nhóm các đội không vô địch giải quốc nội |                                    |                                    |                                    |                                    |
| Benfica                                  | 5–2                                | PAOK                               | 1–1                                | 4–1                                |
| Ajax                                     | 3–1                                | Dynamo Kyiv                        | 3–1                                | 0–0                                |

### Nhóm các đội vô địch giải quốc nội
| Red Star Belgrade | 0–0      | Red Bull Salzburg |
| ----------------- | -------- | ----------------- |
|                   | Chi tiết |                   |

| Red Bull Salzburg         | 2-2      | Red Star Belgrade        |
| ------------------------- | -------- | ------------------------ |
| - Dabour 45', 48' (ph.đ.) | Chi tiết | - Ben Nabouhane 65', 66' |

Tổng tỉ số 2-2. Red Star Belgrade thắng nhờ luật bàn thắng sân khách.
| BATE Borisov             | 2–3      | PSV Eindhoven                                  |
| ------------------------ | -------- | ---------------------------------------------- |
| - Tuominen 9' - Hleb 88' | Chi tiết | - Pereiro 35' (ph.đ.) - Lozano 61' - Malen 89' |

| PSV Eindhoven                             | 3-0      | BATE Borisov |
| ----------------------------------------- | -------- | ------------ |
| - Bergwijn 14' - De Jong 36' - Lozano 62' | Chi tiết |              |

PSV Eindhoven thắng với tổng tỉ số 6-2
| Young Boys | 1-1      | Dinamo Zagreb |
| ---------- | -------- | ------------- |
| Mbabu 2'   | Chi tiết | Oršić 40'     |

| Dinamo Zagreb | 1-2      | Young Boys              |
| ------------- | -------- | ----------------------- |
| Hajrović 7'   | Chi tiết | Hoarau 64' (ph.đ.), 66' |

Young Boys thắng với tổng tỉ số 3-2
| MOL Vidi    | 1-2      | AEK Athens                       |
| ----------- | -------- | -------------------------------- |
| Lazović 67' | Chi tiết | - Klonaridis 34' - Bakasetas 49' |

| AEK Athens           | 1-1      | MOL Vidi |
| -------------------- | -------- | -------- |
| Mantalos 48' (ph.đ.) | Chi tiết | Nego 57' |

AEK Athens thắng với tổng tỉ số 3-2.

### Nhóm các đội không vô địch giải quốc nội
| Benfica               | 1–1      | PAOK        |
| --------------------- | -------- | ----------- |
| - Pizzi 45+1' (ph.đ.) | Chi tiết | - Warda 76' |

| PAOK         | 1-4      | Benfica                                                    |
| ------------ | -------- | ---------------------------------------------------------- |
| Prijović 13' | Chi tiết | - Jardel 20' - Salvio 26' (ph.đ.), 50' (ph.đ.) - Pizzi 39' |

Benfica thắng với tổng tỉ số 5-2
| Ajax                                      | 3-1      | Dynamo Kyiv  |
| ----------------------------------------- | -------- | ------------ |
| - Van de Beek 2' - Ziyech 35' - Tadić 43' | Chi tiết | Kędziora 16' |

| Dynamo Kyiv | 0-0      | Ajax |
| ----------- | -------- | ---- |
|             | Chi tiết |      |

Ajax thắng với tổng tỉ số 3-1